# Joyalí
Joyalí (en azerí: Xocalı) o Ivanyan (en armenio: Իվանյան) perteneciente a Azerbaiyán.
Se encuentra a una altitud de 102 m sobre el nivel del mar.

## Demografía
Según estimación 2010 contaba con 6026 habitantes.